# Аманоткельський сільський округ
Аманотке́льський сільський округ (каз. Аманөткел ауылдық округі, рос. Аманоткельский сельский округ) — адміністративна одиниця у складі Аральського району Кизилординської області Казахстану. Адміністративний центр — село Аманоткель.
Населення — 2360 осіб (2021; 2760 у 2009, 2195 у 1999, 1991 у 1989).
Станом на 1989 рік існували Аманоткельська сільська рада (села Аманоткель, Саришоки, Хан) та Сайгундинська сільська рада (села Акбай, Аккулак, Аралконир, Коктем, Кумбазар). Пізніше село Акбай утворило окремий Акірецький сільський округ, село Коктем увійшло до складу Сапацького сільського округу, село Кумбазар — до складу Бекбауильського сільського округу.

## Склад
До складу округу входять такі населені пункти:
| Населений пункт  | Населення, осіб (1989) | Населення, осіб (1999) | Населення, осіб (2009) | Населення, осіб (2021) |
| ---------------- | ---------------------- | ---------------------- | ---------------------- | ---------------------- |
| Аккулак, село    | 449                    | 272                    | 288                    | 232                    |
| Акшатау, село    | -                      | 207                    | 184                    | 91                     |
| Аманоткель, село | 1408                   | 1623                   | 2198                   | 1985                   |
| Аралконир, село  | 24                     | 20                     | -                      | -                      |
| Саришоки, село   | 44                     | -                      | -                      | -                      |
| Хан, село        | 66                     | 73                     | 90                     | 52                     |